# Brimus randalli
Brimus randalli är en skalbaggsart som beskrevs av William Lucas Distant 1898. Brimus randalli ingår i släktet Brimus och familjen långhorningar. Inga underarter finns listade.